# Seznam dílů seriálu Nadace
Toto je seznam dílů seriálu Nadace.

## Přehled řad
| Řada | Díly          | Premiéra v USA    | Premiéra v USA     |
| Řada | Díly          | První díl         | Poslední díl       |
| ---- | ------------- | ----------------- | ------------------ |
| 1    | 10            | 24. září 2021     | 19. listopadu 2021 |
| 2    | 10            | 14. července 2023 | 15. září 2023      |
| 3    | bude oznámeno | bude oznámeno     | bude oznámeno      |

## Seznam dílů

### První řada (2021)
| Č. v seriálu | Č. v řadě | Původní název             | Český název          | Režie            | Scénář                         | Premiéra v USA     | Premiéra v ČR |
| ------------ | --------- | ------------------------- | -------------------- | ---------------- | ------------------------------ | ------------------ | ------------- |
| 1            | 1         | The Emperor's Peace       | Císařův mír          | Rupert Sanders   | David S. Goyer a Josh Friedman | 24. září 2021      |               |
| 2            | 2         | Preparing to Live         | Přípravy na život    | Andrew Bernstein | Josh Friedman & David S. Goyer | 24. září 2021      |               |
| 3            | 3         | The Mathematician's Ghost | Matematikův duch     | Alex Graves      | Olivia Purnell                 | 1. října 2021      |               |
| 4            | 4         | Barbarians at the Gate    | Barbaři před branami | Alex Graves      | Lauren Bello                   | 8. října 2021      |               |
| 5            | 5         | Upon Awakening            | Po probuzení         | Alex Graves      | Leigh Dana Jackson             | 15. října 2021     |               |
| 6            | 6         | Death and the Maiden      | Smrt a Panna         | Jennifer Phang   | Marcus Gardley                 | 22. října 2021     |               |
| 7            | 7         | Mysteries and Martyrs     | Záhady a mučedníci   | Jennifer Phang   | Caitlin Saunders               | 29. října 2021     |               |
| 8            | 8         | The Missing Piece         | Chybějící dílek      | Roxann Dawson    | Sarah Nolen                    | 5. listopadu 2021  |               |
| 9            | 9         | The First Crisis          | První krize          | Roxann Dawson    | Victoria Morrow                | 12. listopadu 2021 |               |
| 10           | 10        | The Leap                  | Skok                 | David S. Goyer   | David S. Goyer                 | 19. listopadu 2021 |               |

### Druhá řada (2023)
| Č. v seriálu | Č. v řadě | Původní název                        | Český název                     | Režie          | Scénář                                      | Premiéra v USA    | Premiéra v ČR |
| ------------ | --------- | ------------------------------------ | ------------------------------- | -------------- | ------------------------------------------- | ----------------- | ------------- |
| 11           | 1         | In Seldon's Shadow                   | Ve stínu Seldona                | Alex Graves    | David S. Goyer a Jane Espenson              | 14. července 2023 |               |
| 12           | 2         | A Glimpse of Darkness                | Nakouknutí do temnoty           | David S. Goyer | Jane Espenson a David S. Goyer              | 21. července 2023 |               |
| 13           | 3         | King and Commoner                    | Král a plebejec                 | David S. Goyer | Leigh Dana Jackson a Jane Espenson          | 28. července 2023 |               |
| 14           | 4         | Where the Stars are Scattered Thinly | Tam, kde je hvězd jen poskrovnu | Mark Tonderai  | Leigh Dana Jackson a David S. Goyer         | 4. srpna 2023     |               |
| 15           | 5         | The Sighted and Seen                 | Zřící a ti, kdo jsou vidět      | Alex Graves    | Joelle Cornett a Jane Espenson              | 11. srpna 2023    |               |
| 16           | 6         | Why the Gods Made Wine               | Proč Bohové stvořili víno       | Alex Graves    | námět: David S. Goyer scénář: Jane Espenson | 18. srpna 2023    |               |
| 17           | 7         | A Necessary Death                    | Nutná smrt                      | Mark Tonderai  | Eric Carrasco a David Kob                   | 25. srpna 2023    |               |
| 18           | 8         | The Last Empress                     | Poslední císařovna              | Roxann Dawson  | Liz Phang, Addie Roy Manis a Bob Oltra      | 1. září 2023      |               |
| 19           | 9         | Long Ago, Not Far Away               | Dávno, ale nedaleko             | Roxann Dawson  | Jane Espenson a Eric Carrasco               | 8. září 2023      |               |
| 20           | 10        | Creation Myths                       | Mýty o stvoření                 | Alex Graves    | David S. Goyer a Liz Phang                  | 15. září 2023     |               |

### Třetí řada
Ke konci května 2023 začalo natáčení třetí řady.